# Clypeodytes submarginatus
Clypeodytes submarginatus är en skalbaggsart som beskrevs av Olof Biström 1988. Clypeodytes submarginatus ingår i släktet Clypeodytes och familjen dykare. Inga underarter finns listade i Catalogue of Life.